# EHF Liga prvaka 2002./03.
Ovo je 43. izdanje elitnog europskog klupskog rukometnog natjecanja. 16 momčadi je raspoređeno u četiri skupine po četiri. Prve dvije momčadi iz svake idu u četvrtzavršnicu. Hrvatski predstavnik RK Zagreb ispao je u četvrtzavršnici od Montpelliera HB (28:28, 25:34).

## Turnir

### Poluzavršnica
- RD Prule 67 -  Montpellier HB 29:27, 23:29
- Portland San Antonio -  Fotex KC Veszprém 28:20, 26:30

### Završnica
- Portland San Antonio -  Montpellier HB 27:19, 19:31

- europski prvak:  Montpellier HB (prvi naslov)

## Vanjske poveznice
- Opširnije